# VM i curling 2007 (mænd)
| VM 2007 | VM 2007    |
| ------- | ---------- |
| Guld    | Canada     |
| Sølv    | Tyskland   |
| Bronze  | USA        |
| 4.      | Schweiz    |
| 5.      | Sverige    |
| 6.      | Finland    |
| 7.      | Frankrig   |
| 8.      | Norge      |
| 9.      | Skotland   |
| 10.     | Australien |
| 11.     | Danmark    |
| 12.     | Sydkorea   |

Verdensmesterskabet i curling 2007 for mænd var det 49. VM i curling for mænd gennem tiden. Mesterskabet blev arrangeret af World Curling Federation og afviklet i arenaen Rexall Place i Edmonton, Alberta, Canada i perioden 31. marts – 8. april 2007.
Ud over VM gjaldt mesterskabet også som det første af tre kvalifikationsstævner til de olympiske vinterlege 2010 i Vancouver.
De tolv deltagende hold spillede først alle-mod-alle (round robin-kampe), hvilket gav elleve kampe til hvert hold. De fire bedste hold efter round robin-kampene gik videre til slutspillet om medaljer, der bliver afgjort som et Page playoff. Som nr. 1 og 2 efter round robin-kampene kvalificerede Canada (10 sejre – 1 nederlag) og USA (8-3) sig til playoff 1/2, mens Schweiz (7-4) som nr. 3 gik videre til playoff 3/4, hvor de mødte Tyskland, der var gået videre efter tie-breakere mellem de fire hold, der sluttede på en delt fjerdeplads: Sverige, Tyskland, Finland og Frankrig (6-5).
I slutspillets playoff 1/2 vandt Canada over USA, og dermed gik Canada direkte i VM-finalen. Modstanderen i finalen blev Tyskland, som først vandt mod Schweiz i playoff 3/4 og derefter mod USA i semifinalen/bronzekampen. Dermed sluttede USA som nr. 3 og Schweiz som nr. 4 ved dette VM. I finalen besejrede Canada med skipper Glenn Howard tyskerne klart med 8-3, og dermed vandt det canadiske hold VM for 30. gang. Det var i øvrigt Glenn Howards tredje VM-guld – han havde tidligere vundet i 1987 og 1993, men sejren i 2007 var hans første som skipper. Tyskland fik sølv for femte gang og har fortsat aldrig vundet VM, mens USA vandt bronze – amerikanernes første VM-medalje siden 1993.
De forsvarende mestre fra Skotland havde en skuffende turnering og endte på en 9.-plads med fire sejre og syv nederlag ligesom Danmark, som blev repræsenteret af et hold fra Hvidovre CC med skipper Johnny Frederiksen i spidsen. Danmark endte dog på 11.-pladsen på grund af dårligere statistik i indbyrdes opgør med de øvrige hold, der sluttede med samme antal sejre.

## Hold og deltagere
Mesterskabet havde deltagelse af tolv hold, otte fra Europa, to fra Stillehavsregionen (Østasien og Oceanien) og to fra Amerika.
- Fra Europa deltog de syv bedste hold fra EM i 2006, Schweiz, Skotland, Sverige, Tyskland, Norge, Finland og Frankrig. Den sidste plads blev indtaget af Danmark, der endte som nr. 8 ved EM og som efterfølgende slog vinderen af B-EM, Tjekkiet, i tre ekstra kvalifikationskampe.
- Fra Stillehavsregionen deltog Australien og Sydkorea, der havde kvalificeret sig ved slutte som nr. 1 og 2 ved Stillehavsmesterskabet i 2006.
- Fra Amerika deltog Canada og USA.

| Australien                                                                                        | Canada                                                                                         | Danmark | Finland |
| ------------------------------------------------------------------------------------------------- | ---------------------------------------------------------------------------------------------- | --- | --- |
| Australian CC                                                                                     | Coldwater & District CC                                                                        | Hvidovre CC                                                                                                   | Oulunkylän CH                                                                                                   |
| Fourth Ian Palangio Skip Hugh Millikin Second Sean Hall Lead Mike Woloschuk Alternate David Imlah | Skip Glenn Howard Third Richard Hart Second Brent Laing Lead Craig Savill Alternate Steve Bice | Skip Johnny Frederiksen Third Lars Vilandt Second Bo Jensen Lead Kenneth Hertsdahl Alternate Ivan Frederiksen | Skip Markku Uusipaavalniemi Third Kalle Kiiskinen Second Jani Sullanmää Lead Teemu Salo Alternate Jari Rouvinen |
| Frankrig                                                                                                | Norge                                                                                               | Schweiz                                                                                                | Skotland                                                                                            |
| --- | --------------------------------------------------------------------------------------------------- | --- | --------------------------------------------------------------------------------------------------- |
| Chamonix CC                                                                                             | Snarøen CC                                                                                          | CC St. Galler Bär                                                                                      | Perth CC                                                                                            |
| Skip Thomas Dufour Third Tony Angiboust Second Jan Ducroz Lead Richard Ducroz Alternate Raphaël Mathieu | Skip Thomas Ulsrud Third Torger Nergård Second Thomas Due Lead Jan Thoresen Alternate Thomas Løvold | Skip Ralph Stöckli Third Jan Hauser Second Markus Eggler Lead Simon Strübin Alternate Andres Schwaller | Skip Warwick Smith Third Craig Wilson Second David Smith Lead Ross Hepburn Alternate Ewan MacDonald |
| Sverige | Sydkorea                                                                                           | Tyskland                                                                                    | USA                                                                                             |
| --- | -------------------------------------------------------------------------------------------------- | ------------------------------------------------------------------------------------------- | ----------------------------------------------------------------------------------------------- |
| Östersunds CK                                                                                               | | CC Füssen                                                                                   | Caledonian CC & Appleton CC                                                                     |
| Skip Peja Lindholm Third James Dryburgh Second Viktor Kjäll Lead Anders Eriksson Alternate Magnus Swartling | Skip Je-Ho Lee Third Jong-Chul Beak Second Se-Young Yang Lead Young-il Kwon Alternate Kwon-il Park | Skip Andy Kapp Third Uli Kapp Second Andreas Lang Lead Andreas Kempf Alternate Holger Höhne | Skip Todd Birr Third Bill Todhunter Second Greg Johnson Lead Kevin Birr Alternate Zach Jacobson |

## Resultater

### Round robin
| Dato  | Tid          | Kamp                | Res. |
| ----- | ------------ | ------------------- | ---- |
| 31.3. | Draw 1 12:30 | Sverige - Danmark   | 7-8  |
| 31.3. | Draw 1 12:30 | Australien - USA    | 6-5  |
| 31.3. | Draw 1 12:30 | Schweiz - Norge     | 6-7  |
| 31.3. | Draw 1 12:30 | Canada - Finland    | 7-3  |
| 31.3. | Draw 2 18:00 | Norge - Australien  | 7-4  |
| 31.3. | Draw 2 18:00 | Skotland - Sydkorea | 6-5  |
| 31.3. | Draw 2 18:00 | Frankrig - Tyskland | 2-10 |
| 31.3. | Draw 2 18:00 | Schweiz - USA       | 9-6  |

| Dato | Tid          | Kamp                 | Res. |
| ---- | ------------ | -------------------- | ---- |
| 1.4. | Draw 3 08:30 | Finland - Sverige    | 4-6  |
| 1.4. | Draw 3 08:30 | Canada - Danmark     | 8-4  |
| 1.4. | Draw 4 13:00 | Sydkorea - Frankrig  | 5-6  |
| 1.4. | Draw 4 13:00 | USA - Norge          | 7-3  |
| 1.4. | Draw 4 13:00 | Australien - Schweiz | 7-9  |
| 1.4. | Draw 4 13:00 | Skotland - Tyskland  | 5-8  |
| 1.4. | Draw 5 19:30 | Danmark - Finland    | 3-8  |
| 1.4. | Draw 5 19:30 | Frankrig - Skotland  | 8-9  |
| 1.4. | Draw 5 19:30 | Tyskland - Sydkorea  | 7-5  |
| 1.4. | Draw 5 19:30 | Sverige - Canada     | 4-8  |

| Dato | Tid          | Kamp                  | Res. |
| ---- | ------------ | --------------------- | ---- |
| 2.4. | Draw 6 08:30 | Canada - Schweiz      | 8-2  |
| 2.4. | Draw 6 08:30 | Finland - Australien  | 10-9 |
| 2.4. | Draw 6 08:30 | Sverige - Norge       | 7-3  |
| 2.4. | Draw 6 08:30 | Danmark - USA         | 1-9  |
| 2.4. | Draw 7 13:00 | Australien - Tyskland | 7-6  |
| 2.4. | Draw 7 13:00 | Schweiz - Sydkorea    | 7-2  |
| 2.4. | Draw 7 13:00 | USA - Frankrig        | 2-6  |
| 2.4. | Draw 7 13:00 | Norge - Skotland      | 6-2  |
| 2.4. | Draw 8 18:00 | Skotland - Sverige    | 5-7  |
| 2.4. | Draw 8 18:00 | Frankrig - Danmark    | 7-3  |
| 2.4. | Draw 8 18:00 | Sydkorea - Canada     | 0-12 |
| 2.4. | Draw 8 18:00 | Tyskland - Finland    | 7-6  |

| Dato | Tid           | Kamp                  | Res. |
| ---- | ------------- | --------------------- | ---- |
| 3.4. | Draw 9 08:30  | Sydkorea - Danmark    | 6-7  |
| 3.4. | Draw 9 08:30  | Tyskland - Sverige    | 5-7  |
| 3.4. | Draw 9 08:30  | Skotland - Finland    | 1-6  |
| 3.4. | Draw 9 08:30  | Frankrig - Canada     | 5-12 |
| 3.4. | Draw 10 13:00 | Finland - USA         | 6-7  |
| 3.4. | Draw 10 13:00 | Canada - Norge        | 8-4  |
| 3.4. | Draw 10 13:00 | Danmark - Australien  | 5-9  |
| 3.4. | Draw 10 13:00 | Sverige - Schweiz     | 6-7  |
| 3.4. | Draw 11 18:00 | Norge - Frankrig      | 7-9  |
| 3.4. | Draw 11 18:00 | USA - Skotland        | 6-4  |
| 3.4. | Draw 11 18:00 | Schweiz - Tyskland    | 4-7  |
| 3.4. | Draw 11 18:00 | Australien - Sydkorea | 6-7  |

| Dato | Tid           | Kamp                  | Res. |
| ---- | ------------- | --------------------- | ---- |
| 4.4. | Draw 12 08:30 | Schweiz - Skotland    | 6-4  |
| 4.4. | Draw 12 08:30 | Australien - Frankrig | 3-7  |
| 4.4. | Draw 12 08:30 | Norge - Sydkorea      | 7-2  |
| 4.4. | Draw 12 08:30 | USA - Tyskland        | 7-6  |
| 4.4. | Draw 13 13:00 | Tyskland - Canada     | 3-9  |
| 4.4. | Draw 13 13:00 | Sydkorea - Finland    | 1-7  |
| 4.4. | Draw 13 13:00 | Frankrig - Sverige    | 5-7  |
| 4.4. | Draw 13 13:00 | Skotland - Danmark    | 11-5 |
| 4.4. | Draw 14 19:30 | Sverige - Australien  | 3-7  |
| 4.4. | Draw 14 19:30 | Danmark - Schweiz     | 4-10 |
| 4.4. | Draw 14 19:30 | Canada - USA          | 6-7  |
| 4.4. | Draw 14 19:30 | Finland - Norge       | 8-7  |

| Dato | Tid           | Kamp                  | Res. |
| ---- | ------------- | --------------------- | ---- |
| 5.4. | Draw 15 08:30 | USA - Sydkorea        | 7-5  |
| 5.4. | Draw 15 08:30 | Norge - Tyskland      | 5-7  |
| 5.4. | Draw 15 08:30 | Australien - Skotland | 5-7  |
| 5.4. | Draw 15 08:30 | Schweiz - Frankrig    | 6-10 |
| 5.4. | Draw 16 13:00 | Danmark - Norge       | 9-5  |
| 5.4. | Draw 16 13:00 | Sverige - USA         | 5-6  |
| 5.4. | Draw 16 13:00 | Finland - Schweiz     | 4-7  |
| 5.4. | Draw 16 13:00 | Canada - Australien   | 8-3  |
| 5.4. | Draw 17 18:00 | Frankrig - Finland    | 6-10 |
| 5.4. | Draw 17 18:00 | Skotland - Canada     | 5-7  |
| 5.4. | Draw 17 18:00 | Tyskland - Danmark    | 5-7  |
| 5.4. | Draw 17 18:00 | Sydkorea - Sverige    | 6-7  |

Slutstillingen blandt de tolv hold efter round robin:
| Plac. | Hold       | Sejre | Nederlag |
| ----- | ---------- | ----- | -------- |
| 1.    | Canada     | 10    | 1        |
| 2.    | USA        | 8     | 3        |
| 3.    | Schweiz    | 7     | 4        |
| 4.    | Sverige    | 6     | 5        |
|       | Tyskland   | 6     | 5        |
|       | Finland    | 6     | 5        |
|       | Frankrig   | 6     | 5        |
| 8.    | Norge      | 4     | 7        |
| 9.    | Skotland   | 4     | 7        |
| 10.   | Australien | 4     | 7        |
| 11.   | Danmark    | 4     | 7        |
| 12.   | Sydkorea   | 1     | 10       |
Canada og USA gik videre til playoff 1/2, og Schweiz gik videre til playoff 3/4. Schweiz modstander i playoff 3/4 blev fundet i omkampene om 4.pladsen mellem Sverige, Tyskland, Finland og Frankrig.

### Tie-breakers
De fire hold, der endte med 6 sejre og 5 nederlag, spillede om den fjerde og sidste plads i slutspillet. Vinderen af tie-breaker 2, Tyskland, kvalificerede sig til playoff 3/4 mod Schweiz.
| Dato | Tid                 | Kamp               | Res. |
| ---- | ------------------- | ------------------ | ---- |
| 6.4. | Tie-breaker 1 09:00 | Frankrig - Sverige | 5-6  |
| 6.4. | Tie-breaker 1 09:00 | Tyskland - Finland | 8-5  |
| 6.4. | Tie-breaker 2 14:00 | Tyskland - Sverige | 8-4  |

### Slutspil
Slutspillet om guld-, sølv- og bronzemedaljer blev afviklet som et Page playoff.
| Kamp        | Dato | Hold               | Res. |
| ----------- | ---- | ------------------ | ---- |
| Playoff 3/4 | 6.4. | Schweiz - Tyskland | 4-6  |
| Playoff 1/2 | 6.4. | Canada - USA       | 7-2  |
| Semifinale  | 7.4. | USA - Tyskland     | 4-6  |
| Finale      | 8.4. | Canada - Tyskland  | 8-3  |